# Eupholidoptera anatolica
Eupholidoptera anatolica är en insektsart som först beskrevs av Willy Adolf Theodor Ramme 1930.  Eupholidoptera anatolica ingår i släktet Eupholidoptera och familjen vårtbitare. Inga underarter finns listade i Catalogue of Life.